# Tempio di Tellure

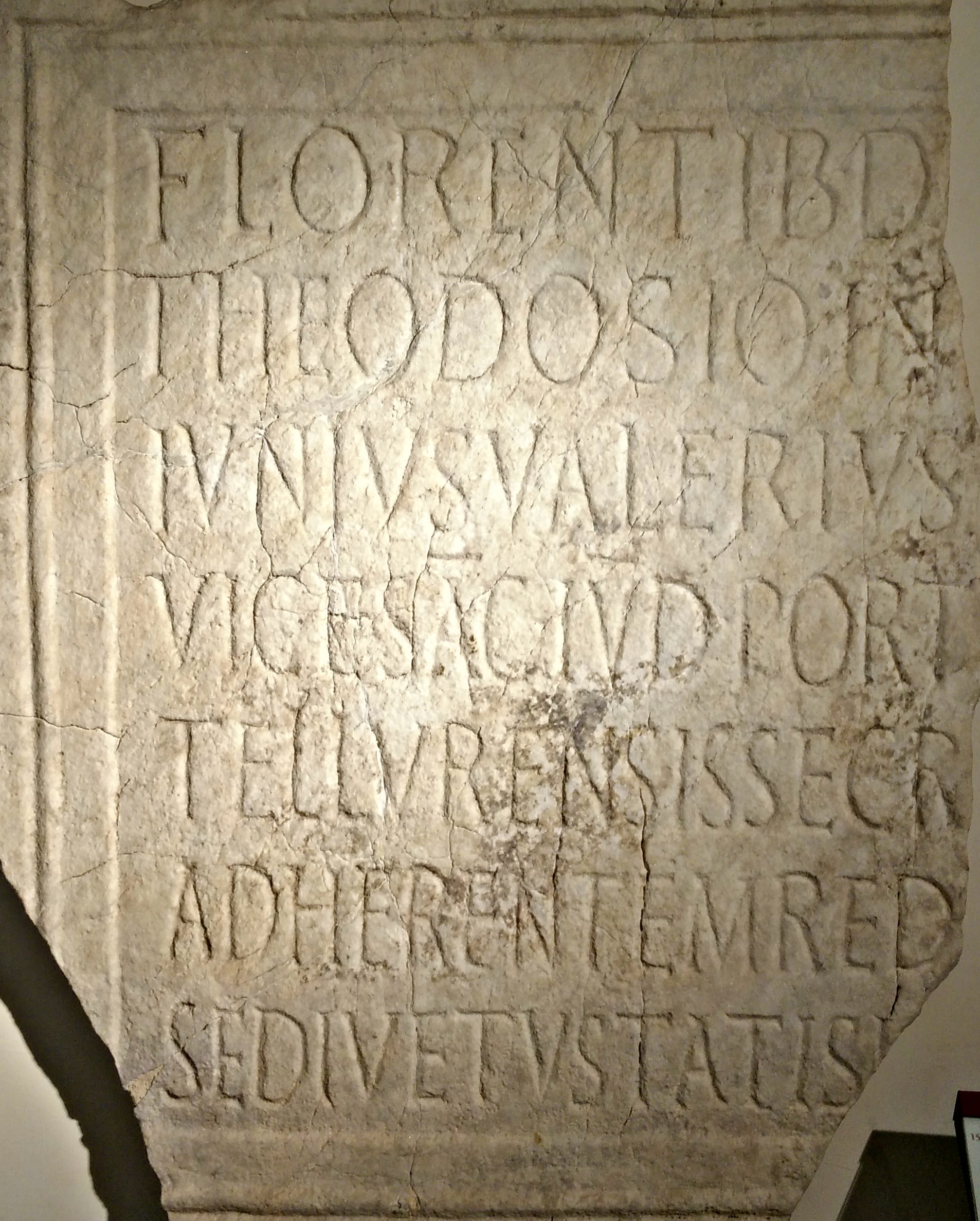
Iscrizione eretta da Giunio Valerio Bellicio (prima metà V secolo) in occasione del restauro degli edifici pertinenti alla prefettura urbana nei pressi del Tempio di Tellure

Il tempio di Tellure (in lat. aedes Telluris) o tempio della Terra era un edificio di culto della Roma antica dedicato a Tellus, situato sull'Esquilino, presso il quartiere delle Carinae. Non vi sono resti dell'edificio.

## Storia
Il tempio fu inaugurato nel 268 a.C. dal console Publio Sempronio Sofo per celebrare l'Italia unificata sotto il potere romano. Sulle sue pareti vi era infatti una raffigurazione dipinta dell'Italia (si discute se questa fosse una personificazione o una mappa dell'Italia). Il tempio fu restaurato nel 54 a.C. per iniziativa di Cicerone (che abitava nelle Carinae) e vi furono tenute anche delle sedute del Senato, fra cui quella famosa del 17 marzo del 44 a.C., a pochissimi giorni dall'uccisione di Giulio Cesare, durante la quale venne varata l'amnistia (ἀμνηστία) per i cesaricidi in cambio della ratifica e dell'avallo agli Acta Cesaris. In tal modo Cesare non veniva riconosciuto come tiranno e i suoi atti non venivano invalidati, così come le nomine alle magistrature da lui promosse (tra cui quelle degli stessi cesaricidi). In questa seduta si addivenne alla trattativa tra Bruto, Cassio e Antonio, che tuttavia non avrebbe impedito di lì a poco lo scoppio della guerra civile.